# Gandhára művészete

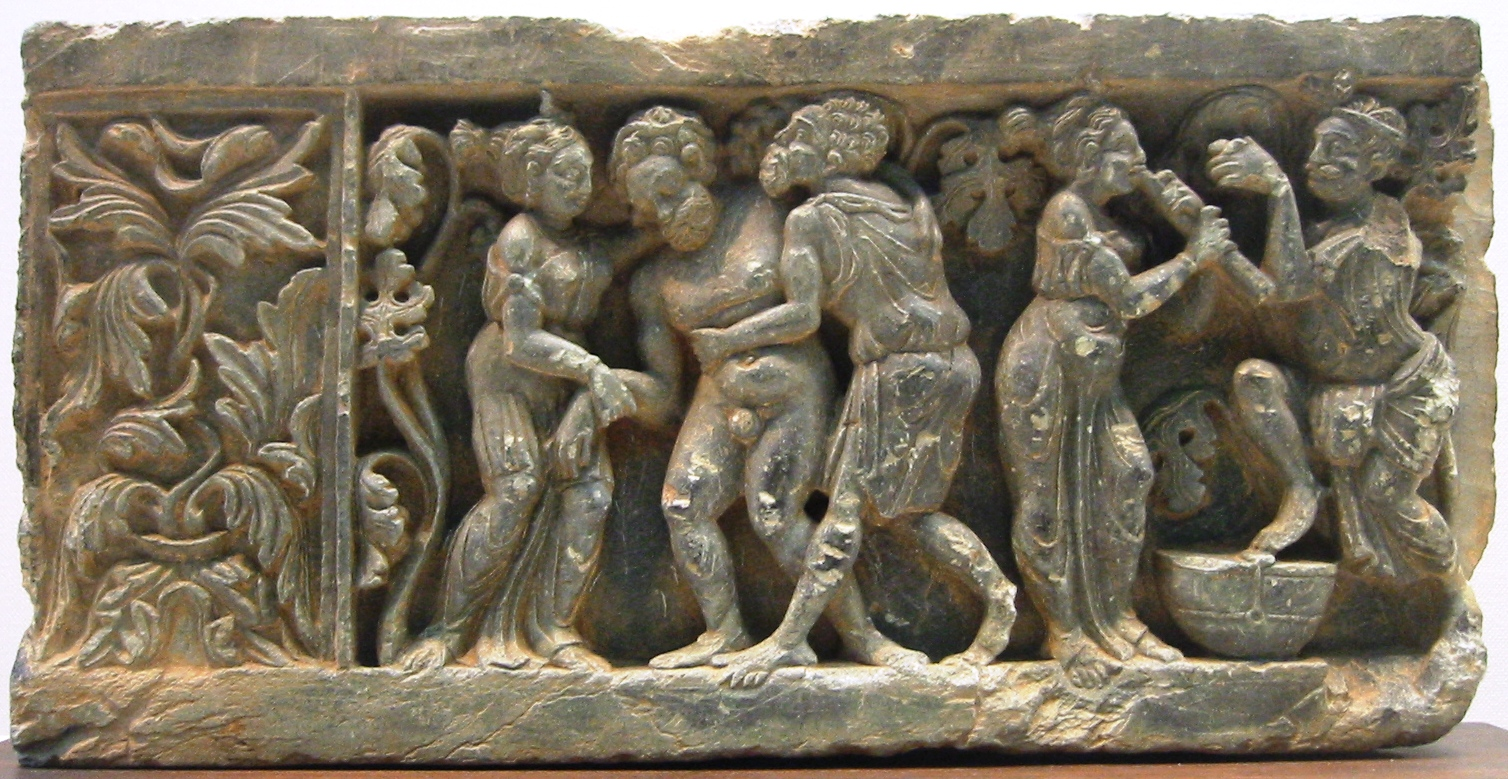
Szüreti jelenet Dionüszosszal, Gandhára, 1–2. század

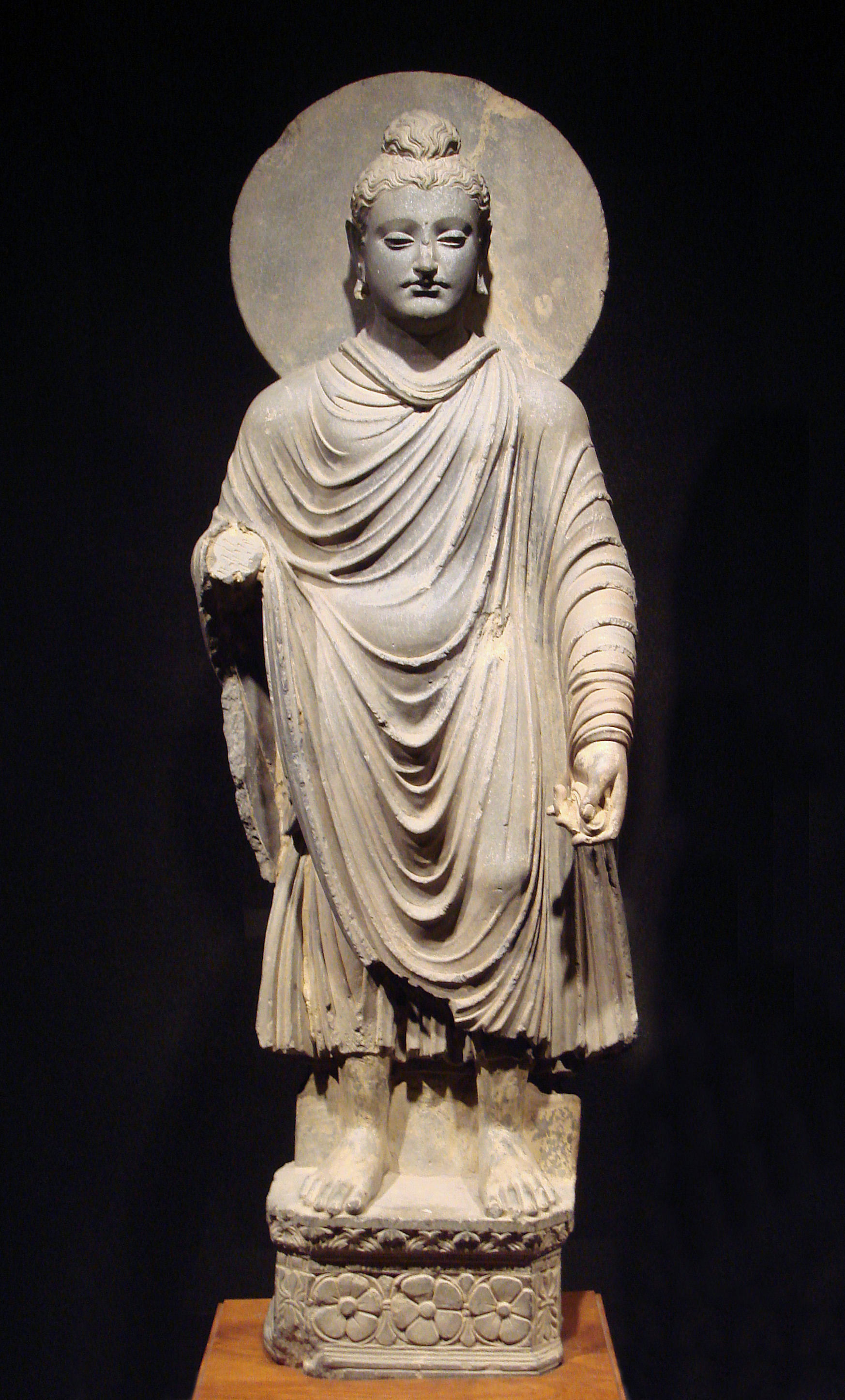
Gandhárai álló Buddha

A gandhárai művészet (gréko-buddhista művészet) Északnyugat-India területén, az ókori Gandhárában az 1–5. században virágzott. Nagy Sándor keleti hadjárata alatt ez a terület is görög befolyás alá került és i. e. 190-től görög fejedelmek uralkodtak felette. Pártus, szkíta, perzsa, görög és bennszülött lakossága sajátságos, önálló művészetet teremtett.
A hellenisztikus művészet hatása ezen a területen teljesen átalakította az indiai művészetet és igen nagy hatással volt a Közel-Kelet és Távol-Kelet művészetének további fejlődésére is.
A gandhárai művészet elsősorban vallásos művészet volt, a buddhizmus szolgálatában. Buddhát, akit addig csak jelképekkel ábrázoltak (például kerék vagy oroszlán alakjában), most Apollón mintájára emberként mintázták meg.
Nagyobb szabású emlékei Szárnáthban, Mathurában és különösen Amrávatiban kerültek elő. Az alexandriai hellenisztikus művészet hatását lehet felfedezni Száncsi és Barahat emlékein is. A terület főhelye Purusapura (Pesavar) volt, de Afganisztán is a gandhárai művészet gazdag lelőhelyének bizonyult.

## Szobrászat
A gandhárai művészet főleg a szobrokat kedvelte. Ezekből a budapesti Hopp Ferenc Keletázsiai Múzeumban szép gyűjtemény található (Schwaiger Imre ajándéka).

### Buddha-ábrázolások
A legelső buddhista szobrászok csak Buddha földi életéből vett jeleneteket ábrázoltak. A Buddha-ábrázolások két típusa ismert: az egyik bő köpenyben álló, két kezét áldóan kinyújtó, tanait ünnepélyesen kinyilatkoztató mestert jeleníti meg. Ez a szobrászati stílus Nagy Sándor hódításai révén jutott el az országba. A másik típus a keresztbe tett lábakkal ülő Buddha. Ez az ábrázolás tiszta indiai eredetű.
A gandhárai Buddha-szobrok egész felépítésükben különböznek a brahmanista szobroktól. Többnyire szigorú szimmetria jellemzi őket. Az alak egy háromszögbe foglalható, szabályos geometrikus alkotás. Hátoldalához olykor hatalmas glória csatlakozik, mely eredetileg csak a fej és a kisugárzó emberi erők hangsúlyozását szolgálja. A buddhista-művészetben később viszont geometrikus díszítőelemmé lett, amely a szobrot csak még merevebbé teszi. Ruhátlan Buddha-alakokat is készítettek, ezek még kevésbé testszerűek, mint a felöltöztetett figurák.
Az 1. században rengeteg Buddhafej-ábrázolás jött lére. Először ezek a Buddha-fejek hidegen, tartózkodóan, kifejezéstelenül hatnak. India festészete című művében Dzsaváharlál Nehru megjegyzi, mennyire csalóka ez a benyomás: „Az ismételt szemléletnél azonban olyan szenvedélyességet és kedélybeli mozgalmasságot fedezhetünk fel a csendes, mozdulatlan arcvonások között, amelyek idegenek számunkra, és hatalmasabbak, mint azok a szenvedélyek és indulatok, amelyeket ismerünk. Bár a szeme lecsukódik, mégis a szellem ereje sugárzik belőle, és a testet erő járja át.”
Mathura templomvárosa, mely már előbb a kőfaragás központja lett, megfogalmazta a Buddha-ábrázolás végleges típusát.